# Nordycka kolonizacja Ameryki Północnej

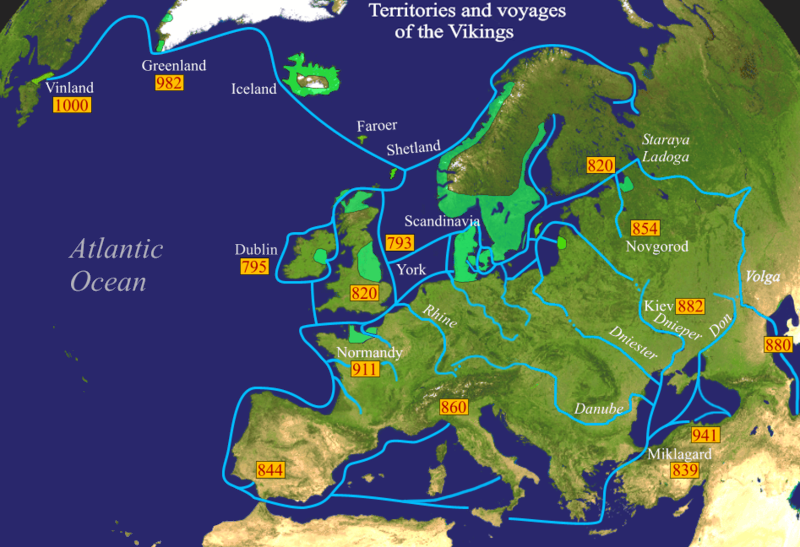
Trasy wypraw wikingów

Nordycka kolonizacja Ameryki Północnej rozpoczęła się na początku X wieku, kiedy to wikingowie zaczęli odkrywać, a następnie zasiedlać obszary północnego Atlantyku, w tym północno-wschodnie krańce Ameryki.
Podczas gdy wikińskie kolonie na Grenlandii przetrwały blisko 500 lat, to małe północnoamerykańskie osady, pomimo prób, nigdy nie rozwinęły się w trwałe kolonie. O ich krótkim istnieniu wspominają sagi winlandzkie.

## Historia
Pod koniec VIII wieku Skandynawia była podzielona na wiele małych i pogańskich królestw, które jedynie pośrednio utrzymywały kontakt z terenami położonymi na południu. Wszystko zaczęło się zmieniać, kiedy Frankowie zaczęli podbijać ziemie niemieckie. Wówczas doszło do bezpośredniego kontaktu zromanizowanej kultury chrześcijańskiej z pogańską Danią, który najprawdopodobniej przyczynił się do wzrostu popularności idei imperialnych wśród skandynawskich władców. Królowie siłą zaczęli jednoczyć małe państwa i wprowadzać nowe zasady funkcjonowania handlu, co doprowadziło do degradacji niezależnych kupców oraz pomniejszych rodów królewskich. Polityczne niepokoje sprawiły, że zdegradowane grupy społeczne zmieniły się w piratów, którzy zaczęli przeprowadzać zamorskie wyprawy łupieżcze, w celu odzyskania utraconego statusu, a w dalszej kolejności także zdobycia nowych ziem.

### Kolonizacja Grenlandii

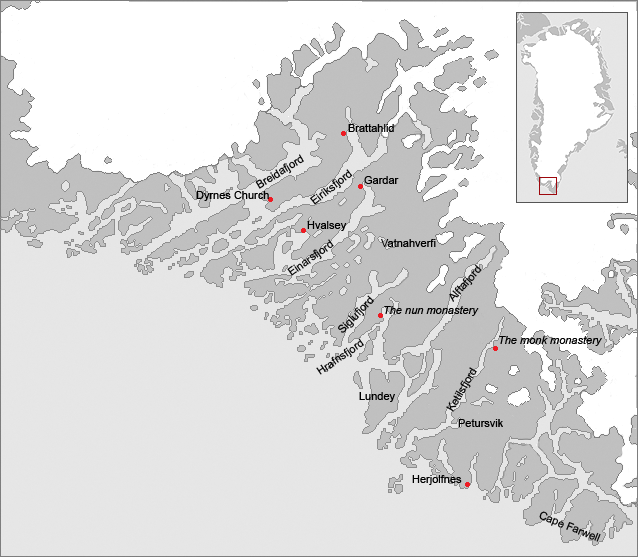
Osiedle Wschodnie na Grenlandii

Około 874 roku wikingowie odkryli Islandię, która do 930 roku została w pełni skolonizowana. Szybki przyrost ludności doprowadził w 975 roku do przeludnienia i głodu, co skutkowało silną potrzebą zajęcia nowych terenów. Pogłoski o nieznanych ziemiach leżących na zachodzie, rozsiewane prawdopodobnie przez irlandzkich podróżników, doprowadziły do odkrycia w 982 roku Grenlandii. Według islandzkich sag dokonali tego wikingowie pod wodzą Eryka Rudego. Choć nie ma żadnych przesłanek, by wątpić w autentyczność tych informacji, to jednak nie mogą one być traktowane jako najważniejszy dowód, ponieważ ucieleśniają literacką specyfikę średniowiecznej Islandii, która nie zawsze była rzetelna.
Sagi wspominają, że Eryk Rudy po wygnaniu z Islandii, wypłynął na poszukiwania lądu, który według tradycji miał jako pierwszy ujrzeć Gunnbjörn Ulfsson. Po kilku dniach dotarł do wybrzeży Grenlandii. Opłynął jej południowe brzegi (znane później pod nazwą Farvel) i skierował się wzdłuż zachodniego wybrzeża. W końcu dopłynął w okolice, których większą część pokrywał lód. Według Sagi o Eryku Rudym spędził tam trzy lata na eksploracji. Pierwszą zimę spędził na wyspie Eiriksey, drugą w Eiriksholmar (niedaleko Hvarfsgnipa), a ostatnie lato poświęcił na eksploracje dalekiej północy (Snaefell i Hrafnsfjord).
Kiedy trzyletnie wygnanie dobiegło końca Eryk powrócił na Islandię, by opowiedzieć o swojej podróży. Nową ziemię nazwał „Grenlandią” (czyli zieloną ziemią), żeby przyciągnąć do niej potencjalnych osadników. Uważał, że ludzie będą bardziej skłonni się tam osiedlić, jeżeli jej nazwa będzie zachęcająca. Po przezimowaniu na Islandii, zebrał dużą grupę kolonistów i powrócił na Grenlandię, gdzie na południowym zachodzie wyspy założył dwie kolonię: Osiedle Wschodnie oraz Zachodnie. Powstało też Osiedle Środkowe, ale przypuszczalnie było ono częścią zachodniej osady. W Osiedlu Wschodnim zbudował swoją posiadłość zwaną Brattahlid (pobliże dzisiejszego Narsarsuaq).
W szczytowym okresie oba osiedla posiadały co najmniej 400 gospodarstw i liczyły od 3000 do 5000 mieszkańców. Badania archeologiczne dowiodły, że osadnicy nawiązali też kontakty handlowe z rdzennymi Amerykanami, zwanymi przez nich Skrælingami. W 1126 roku w Gardar powstała pierwsza na Grenlandii diecezja, a w 1261 roku mieszkańcy wyspy uznali zwierzchnictwo króla Norwegii, choć w praktyce zachowali swoje prawa i byli praktycznie niezależni. W 1380 roku Królestwo Norwegii weszło w unię personalną z Królestwem Danii, a razem z nią kolonie grenlandzkie.
W XIV wieku kolonie zaczęły podupadać. Osiedle Zachodnie zostało opuszczone około 1350 roku, a Wschodnie kilkadziesiąt lat później. Datowanie radiowęglowe wykazało, że mogło to być około 1430 roku (± 15 lat). Diecezja Gardar funkcjonowała natomiast do 1378 roku.
Do upadku kolonii przyczyniło się prawdopodobnie kilka czynników, w tym działalność samych osadników, którzy doprowadzili do erozji gleby poprzez wycięcie nielicznych drzew, by zyskać ziemię na nowe pastwiska. Ponadto mała epoka lodowa w XIV wieku doprowadziła do tego, że zimy stały się dłuższe i bardzo ciężkie, co spowodowało, że podróż między Europą a Grenlandią była trudniejsza. Zmniejszyła się też produktywność siana dla zwierząt, na które popyt w okresie zimowym wzrastał. Analiza izotopowa kości osadników wykazała, że pod koniec istnienia Osiedla dużą rolę odgrywało rybołówstwo, podczas gdy w czasach pierwszych osadników były to produkty rolne.
Mimo utraty kontaktu z Grenlandią duńsko-norweska korona nadal uznawała wyspę za swoją własność.

### Winlandia

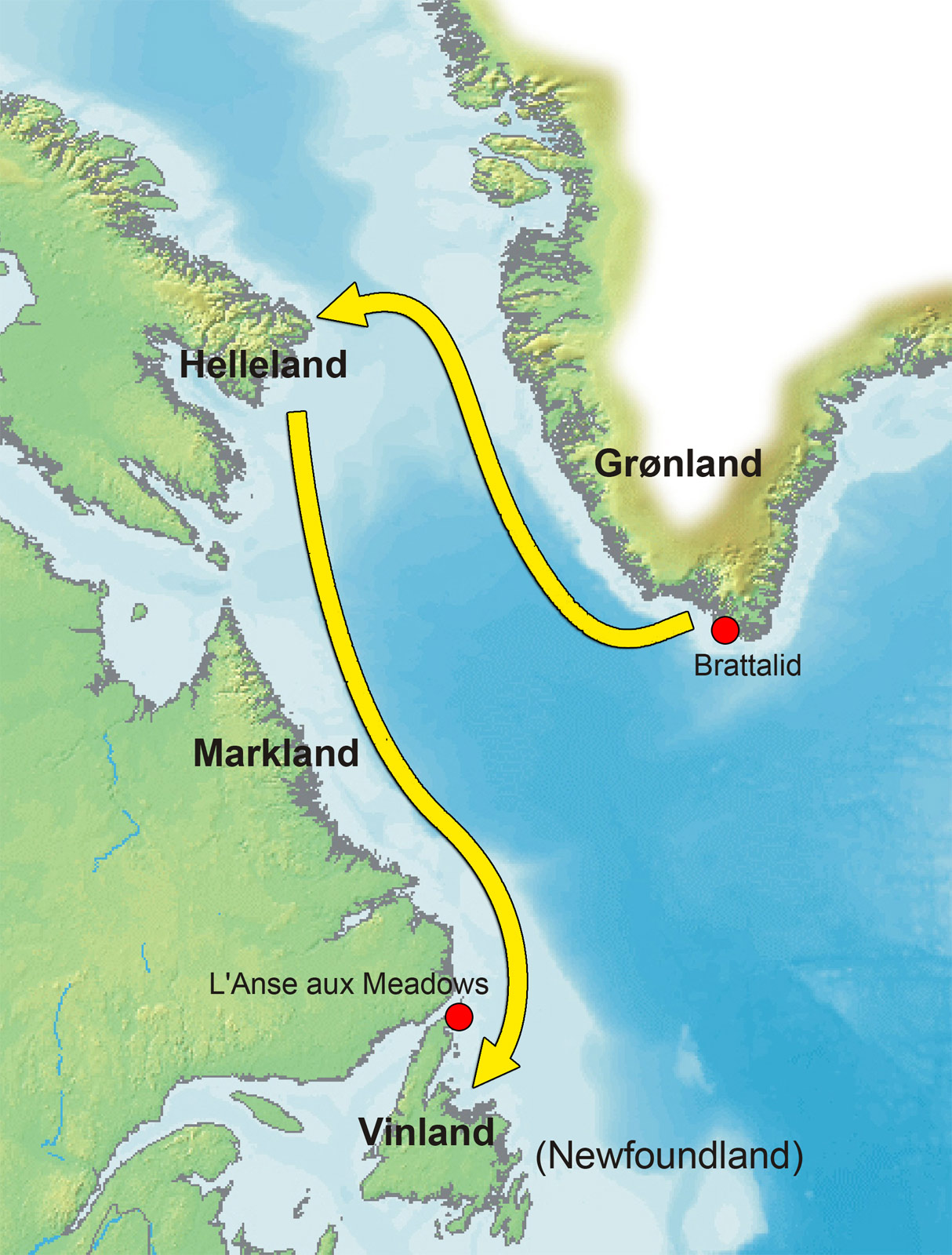
Droga prowadząca do Winlandii

Według winlandzkich sag eksploracja terenów leżących na zachód od Grenlandii rozpoczęła się już kilka lat po kolonizacji wyspy. Latem 986 roku, norweski kupiec i żeglarz Bjarni Herjólfsson podróżując z Islandii na Grenlandię z powodu silnego wiatru i mgły zboczył z kursu. Po trzech dniach żeglugi dotarł do nieznanego lądu pokrytego lasem. Choć on sam nie przywiązywał dużej wagi do swojego odkrycia, to zainteresowało ono grenlandzkich osadników. Piętnaście lat później syn Eryka Rudego, Leif Eriksson udał się śladem Herjólfssona i dotarł do wspomnianego przez niego lądu, gdzie założył małą osadę. Pierwszą zimę spędził prawdopodobnie w obozie założonym w okolicach Cape Bauld na Nowej Fundlandii.
Saga o Grenlandczykach opisuje, że podczas swojej podróży odkrył trzy krainy: Helluland, którego nazwa oznacza „ziemię płaskich kamieni”, Markland („lesista ziemia”) oraz Winlandię, czyli „kraj wina” lub jak sugerują współcześni językoznawcy „kraj łąk”. W Winlandii miała powstać osada założona przez Leifa zwana Leifsbuðir („domy Leifa”). Spędził tam zimę i powrócił do Brattahlid na Grenlandię.
W 1004 roku do Winlandii wraz z trzydziestoosobową załogą wyruszył jego brat, Thorvald z zamiarem dokładniejszego zbadania nowych ziem. Dotarł do osady Leifa, gdzie spędził zimę. Przez następne dwa lata badał zachodnie oraz północno-wschodnie tereny Winlandii. W końcu dotarł do lesistego przylądka, na brzegu którego jego załoga odkryła trzy łodzie z dziewięcioma ludźmi. Ośmiu udało im się schwytać i zabić, ale jeden z nich uciekł. Spotkani tubylcy, których wikingowie nazwali Skrælingami powrócili w większej liczbie i zaatakowali ludzi Thorvalda. On sam został śmiertelnie ranny i pochowany w Winlandii, a załoga powróciła na Grenlandię.
Trzeci z braci Eriksson, Thorstein postanowił udać się po jego ciało, jednak wyprawa nigdy nie dotarła do celu, a jego statek rozbił się u wybrzeży Grenlandii. Załoga przeżyła, ale kilka miesięcy później Thorstein zachorował i zmarł.
W 1010 roku kolejnej próby kolonizacji Winlandii podjął się Thorfinn Karlsefni. Według Sagi o Grenlandczykach wyruszył tam razem z żoną Gudridur oraz 60 osobową załogą. Po dotarciu do celu osiadł w dawnym obozie Leifa Erikssona, gdzie pozostał do końca zimy. Przez kolejne cztery lata badał południowo-zachodnie tereny Winlandii. Pewnego lata osadnicy spotkali grupę Skrælingów, którzy chcieli pohandlować skórami. Jednakże początkowo przyjazne stosunki z tubylcami przemieniły się w konflikt, po którym Karlsefni opuścił Winlandię. Sposób w jaki do tego doszło znacząco różni się w tekstach sag. Według Sagi o Grenlandczykach tubylcy chcieli pohandlować skórami w zamian za broń. Karlsefni zabronił tego swoim ludziom, a Skrælingom zaoferował produkty mleczne. Handel układał się pomyślnie do czasu, gdy podczas kolejnej wymiany jeden z nich ukradł broń wikingów. Natomiast Saga o Eryku Rudym mówi, że do konfliktu doszło z powodu głośno ryczącego byka Karlsefniego, który tak przeraził tubylców, że uciekli do swoich łodzi i odpłynęli. Oba teksty zgadzają się, co do tego, że Skrælingowie kilka dni później powrócili i zaatakowali ludzi Karlsefniego. Gdy atak udało się odeprzeć Thorfinn podjął decyzję o powrocie na Grenlandię. Wcześniej jego żona Gudridur urodziła w Winlandii chłopca o imieniu Snorri Thorfinnsson. Było to pierwsze znane dziecko europejskiego pochodzenia, które urodziło się w Nowym Świecie.

### L’Anse aux Meadows
W 1960 roku norweski podróżnik dr Helge Ingstad i jego żona Anne Stine Ingstad odnaleźli w L’Anse aux Meadows, najdalej na północ wysuniętym punkcie Nowej Fundlandii, pozostałości osady wikingów. Potwierdziła się tym samym teoria, że wikingowie docierali do północno-wschodnich wybrzeży Ameryki na długo przed wyprawą Krzysztofa Kolumba. Badania wykazały, że była ona zamieszkiwana przez dość krótki czas i pełniła rolę tymczasowej osady. Na podstawie datowania radiowęglowego ustalono jej wiek na 1100 rok. Nie można wprawdzie całkiem wykluczyć, że jest to miejsce wspomniane w sagach, gdyż datowanie radiowęglowe obejmuje pewien czas i bywa zawodne, jednakże wygląd stanowiska nie pokrywa się z opisami przedstawionymi w sagach. L’Anse aux Meadows było więc najprawdopodobniej jedną z wielu okresowych osad wzniesionych przez wikingów w tym regionie.

## Następstwa
Pomimo niewielu wzmianek o Winlandii i krótkich opisów próby jej kolonizacji w sagach, dotychczasowe znaleziska archeologiczne pasują do historii o kolonii, która choć miała trwać wiele lat to szybko upadła. Nie jest jasne, dlaczego wikingom nie udało się stworzyć stałych osad w Ameryce Północnej, mimo że ich kolonie na Grenlandii przetrwały blisko pięćset lat. Ameryka była atrakcyjnym miejscem, posiadała liczną zwierzynę łowną, a przede wszystkim wysokie drzewa, których na Grenlandii brakowało. Mimo to sezonowe osady nie przekształciły się w stałe kolonie przypuszczalnie z powodu wrogich relacji z tubylcami oraz wewnętrznych sporów. Niemniej jednak sporadyczne podróże do Marklandu (a być może również do Winlandii) po drewno, pożywienie lub w celach handlowych mogły trwać jeszcze przez 300-400 lat.
Dowodem na to ma być moneta z Maine – srebrny norweski pens wybity w XI wieku za czasów panowania króla Olafa III. Odkryto go rzekomo na indiańskim stanowisku archeologicznym Goddard niedaleko miejscowości Brooklin.
Przez dłuższy czas odkrycia wikingów nie były szerzej znane w Europie. Dopiero kilka wieków po wyprawach Krzysztofa Kolumba do Ameryki, które rozpoczęły jej europejską kolonizację na masową skalę, zaczęto się zastanawiać, czy opisy nordyckich wypraw są prawdziwe. W 1837 roku duński antykwariusz Carl Christian Rafn zwrócił uwagę na to, że było to możliwe. O Winlandii wspominał już bowiem Adam z Bremy w 1075 roku, kiedy pisał, że rośnie na niej dzika winorośl i zboże. Natomiast islandzkie sagi, które najwięcej mówią o wikińskich wyprawach i kolonizacji, zostały spisane dopiero w XIII i XIV wieku.   
Niezbitym dowodem było odnalezienie w 1960 roku nordyckiej osady w L’Anse aux Meadows. Inne stanowiska archeologiczne z domniemanymi śladami osadnictwa okazywały się nieprawdziwe. Podobnie było w przypadku licznych artefaktów odnajdywanych w Ameryce, m.in. kamieni runicznych, z których najsłynniejszy to kamień z Kensington.
W 2012 roku kanadyjscy badacze odnaleźli w Tanfield Valley na Ziemi Baffina przypuszczalne pozostałości wikińskich placówek. Podobnych odkryć dokonali w Nunguvik, Willows Island i Avayalik Islands.